# 唐朝樂舞

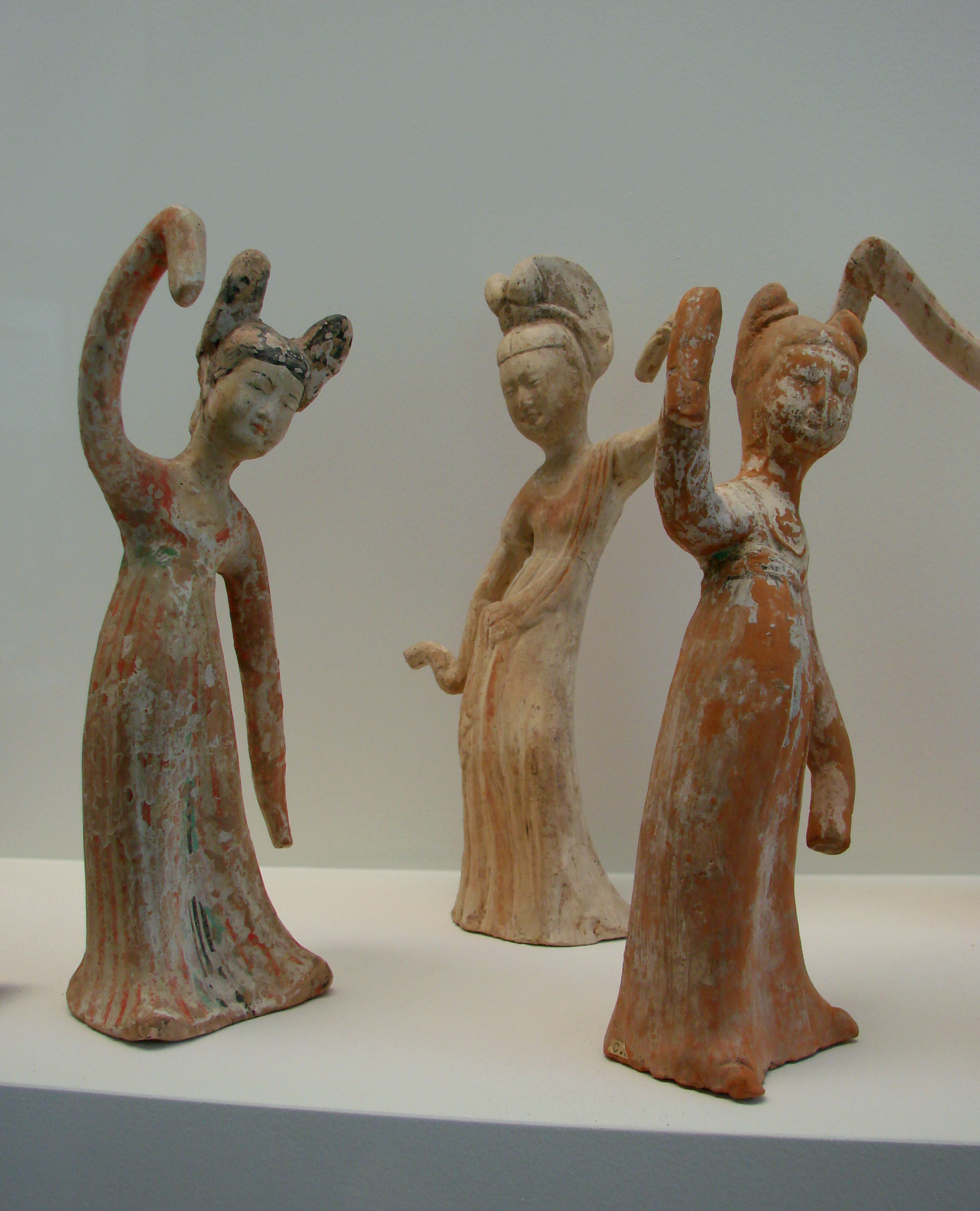
初唐舞俑

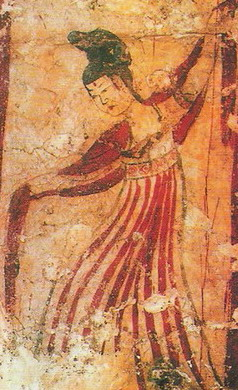
初唐壁畫上的舞姬

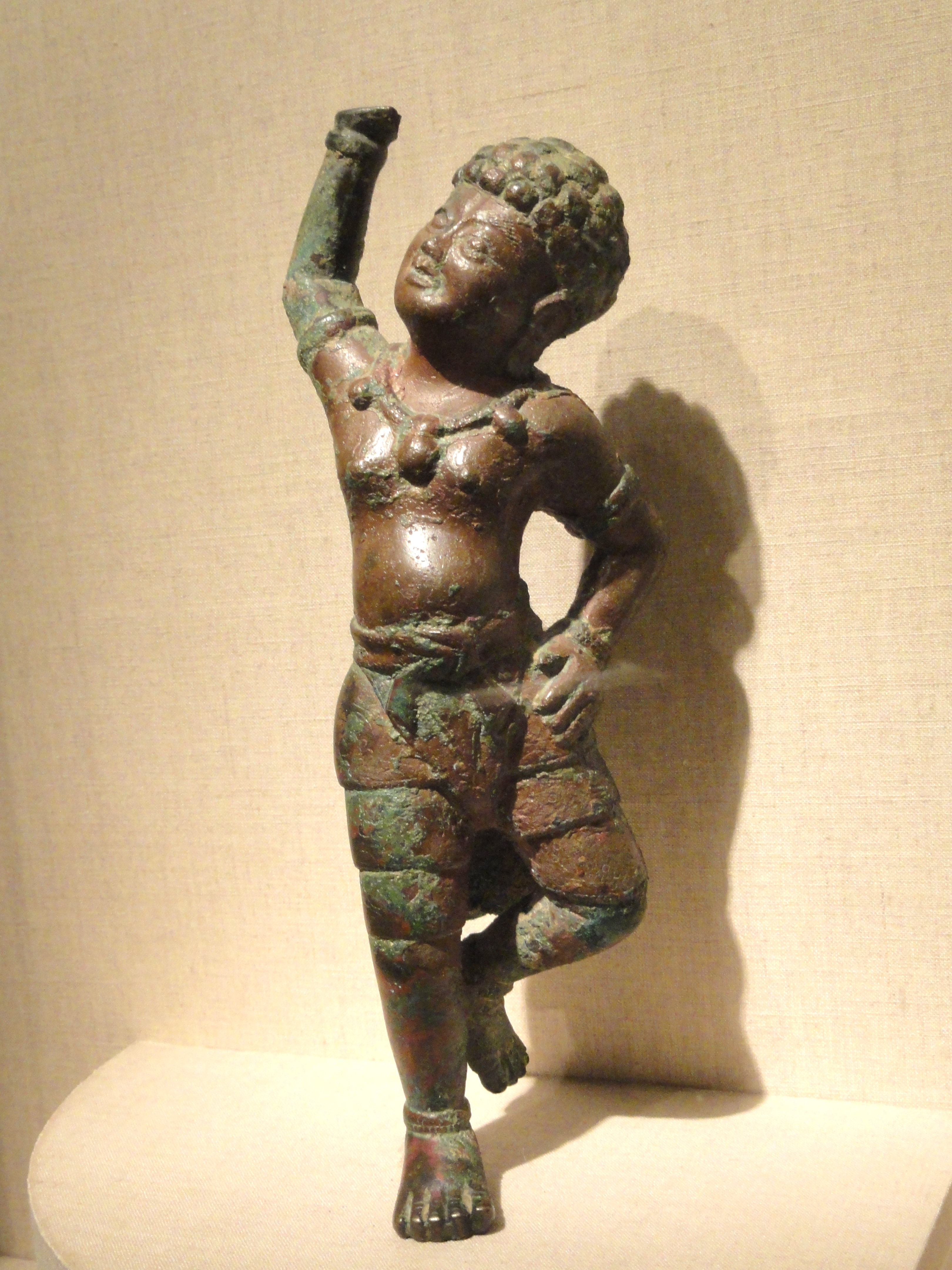
唐代胡人舞俑

中國唐朝的舞蹈藝術，在經過漢朝百戲在舞蹈技巧上的飛躍，以及南北朝中外樂舞交匯的推動下，達到一個更趨成熟的新境界，此時乃中國古代舞蹈藝術發展的最高峰。其舞蹈蓬勃發展的主要原因之一為強大的國力，社會思想開放，各民族及外國文化均能被充分吸收而融合。社會各階層的群眾性舞蹈活動普遍，觀賞舞蹈表演成為人民藝術生活的一要，來自民間、經藝術加工後、形式華麗、規模宏大的宮廷燕樂舞蹈也大量湧現，堪為唐代舞蹈一大勝觀。
唐人把舞蹈視為抒情和展示才華，表示禮節的手段能文能武、能歌善舞的文化素養。盛唐時，宮廷中設置了完善健全的太常寺、教坊，管理宮廷樂舞等事宜。唐玄宗時又從坐部伎及宮女中挑選出一大批技藝最高的樂工、舞伎，設立了梨園，專事歌舞的排練和演出。著名代表人物有善作曲能伴舞的唐玄宗與以善舞「霓裳羽衣」的楊貴妃，親自排練過聲勢浩大的破陣樂的唐太宗李世民；即興善舞以抒情的詩人李白。唐代的宗教樂舞也很發達，如鶴舞和花舞等禮佛娛人的舞蹈在佛寺中很常見；祭祀巫舞從巴楚之地到中國西北荒村都很興盛，唐代宮廷的驅儺是種面具神舞，繼承漢代的宮儀規模亦即為盛大。

## 舞蹈種類
唐朝是中國舞蹈發展的繁盛時期，不僅有自娛的民族舞蹈還有大量的表演性舞蹈，朝廷設教坊司，專門訓練舞優，唐皇室亦有不少成員喜愛舞蹈，唐代對歌舞的分類比前代更為細膩有按風格特點來分的健舞和軟舞類別，軟舞動作偏柔，健舞則剛健有力，常會以刀劍等兵器作為道具。有以結構的嚴謹和統一歸類的歌舞大曲，楊太真（楊貴妃）其中霓裳羽衣舞最為著名，据说就是唐玄宗在梦中看到仙女们的翩翩舞姿，又听到仙乐飘飘，而记载流传下来的；有以故事情節歸類的歌舞戲；有從用途和表演方式歸類且用於宮廷朝會、宴饗的宮宴舞，如七部伎、九部伎、十部伎、坐部伎、立部伎等。軟舞還有讚美龍女的凌波曲，由盛唐著名舞人謝阿蠻依舞曲編舞表演的，深得唐玄宗和楊貴妃的喜愛；又有唐懿宗的伶官李可及編創的「菩薩蠻舞」是表現佛國仙女的美音妙舞，還有驚鴻舞等。其他不能歸類的名舞如「何滿子」、「嘆百年」等都是在當時興盛有深遠影響力的。健舞著名有公孫大娘的刀舞及由西域朝人傳來的胡旋舞、胡騰舞等。

## 舞蹈名家
- 公孫大娘
- 楊貴妃
- 謝阿蠻
- 張雲容
- 梅妃

## 相关
- 唐朝音乐机构